# Bleach DS 4th: Flame Bringer
Bleach DS 4th: Flame Bringer est un jeu vidéo d'action inspiré du manga Bleach, développé par Dimps et édité par Sega sur Nintendo DS en 2009.

## Accueil
- Famitsu : 31/40[1]